# Tropidodipsas
Tropidodipsas är ett släkte av ormar som ingår i familjen snokar. Släktet tillhör underfamiljen Dipsadinae som ibland listas som familj.
Vuxna exemplar är med en längd omkring 75 cm eller lite större små till medelstora ormar. De förekommer i Mexiko och Centralamerika. Individerna kan leva i olika habitat. De har främst snäckor som föda. Honor lägger ägg. Flera av släktets arter listades tidigare i släktet Sibon.
Arter enligt Catalogue of Life:
- Tropidodipsas fasciata
- Tropidodipsas philippii
- Tropidodipsas sartorii
- Tropidodipsas zweifeli

The Reptile Database listar dessutom:
- Tropidodipsas annulifera
- Tropidodipsas fischeri
- Tropidodipsas repleta